# 水彩画
水彩画是用水调和透明颜料作画的一种绘画方法，簡稱水彩。

## 介紹
由于色彩透明，一层颜色覆盖另一层可以产生特殊的效果，但调和颜色过多或覆盖过多会使色彩肮脏。水干燥得快，所以水彩画不适宜制作大幅作品，适合制作风景等清新明快的小幅画作。颜色携带方便，所以可作为速写，搜集素材用。
與其他繪畫比較起來，水彩畫相當注重表現技法。成功的水彩畫除了要掌握水分和色彩，也必須掌握如何僅用水跟薄薄的色彩來表現質感和量感。水彩因为颜料的透明性（大多数水彩颜料具有高度透明性），导致作画步骤与水粉截然不同。
水彩的畫法通常分『乾畫法』和『濕畫法』兩种。乾畫法是在前面的基本乾後再進行畫，一般可以畫出很多層次。濕畫法則是一氣呵成，因此不同的筆觸的墨彩相互滲透，有一種類似于中國畫的效果。

## 用具

### 水彩

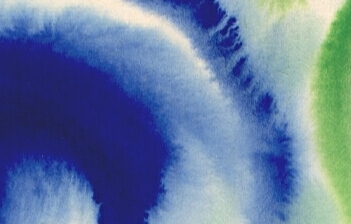
濕畫法：一氣呵成的呈現
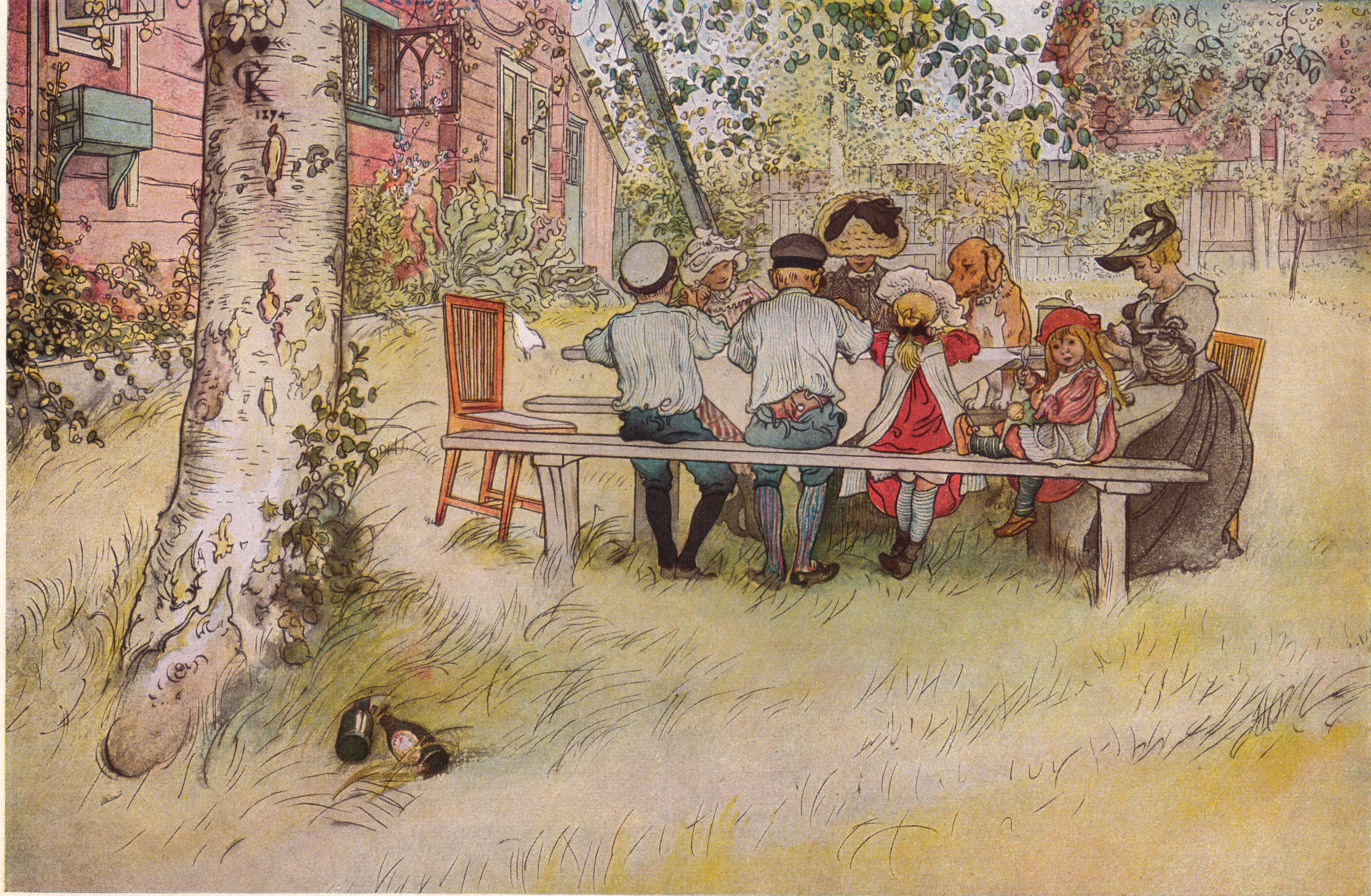
1896年瑞典畫家拉森的水彩画作品《銀樺樹下的早餐》
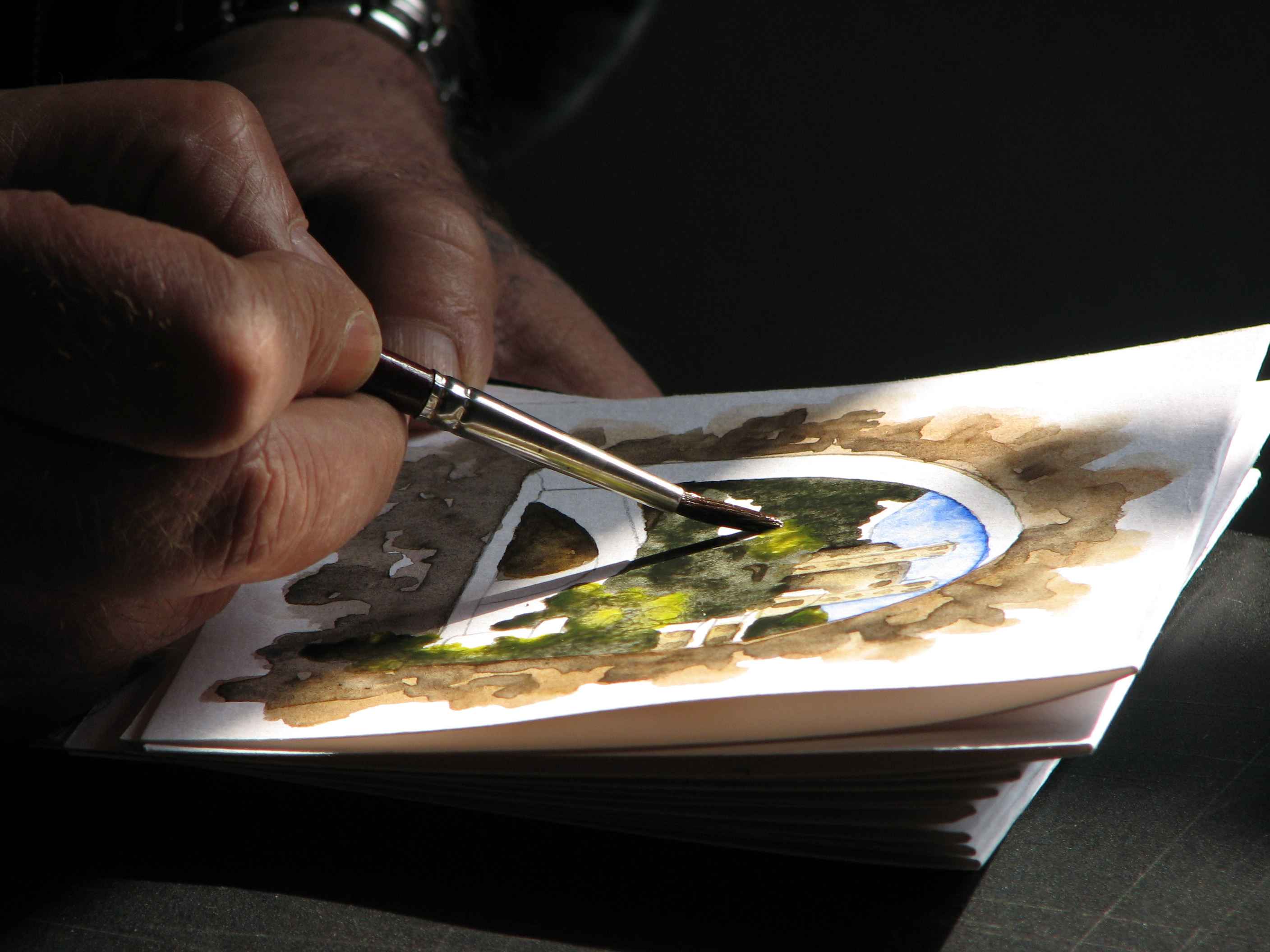
義大利利古里亞多爾切阿誇的一位畫家正在繪畫水彩畫
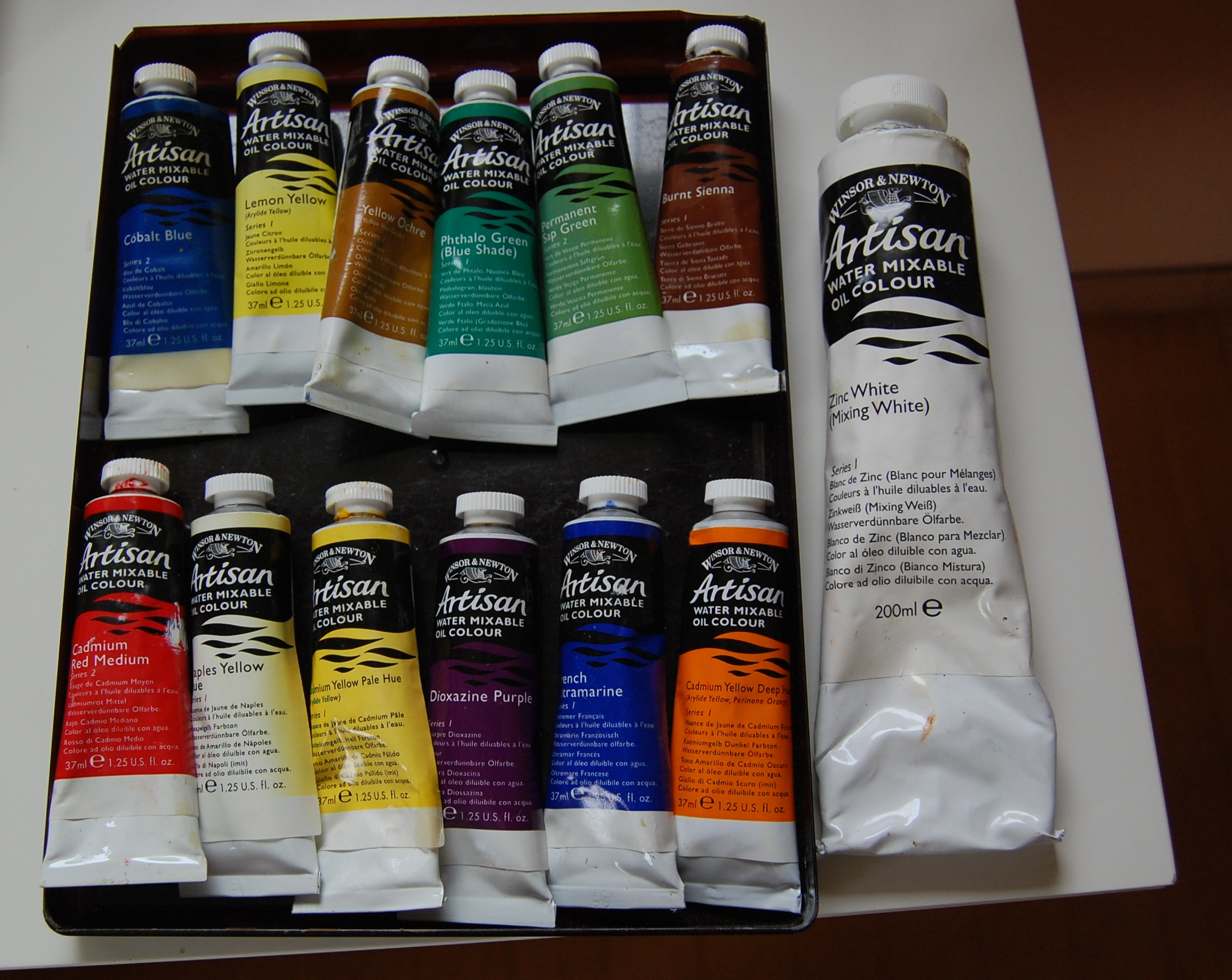
水彩顏料

水彩是水彩畫的主要颜料。水彩上畫時的濃密度可以透過水來調和。亞洲許多畫家有時會以墨汁代替黑色水彩顏料來作畫。
水彩顏料的成分主要可以分為色粉（Pigment）和乘載劑（Vehicle）。色粉是顏料之所以顯色的原因，而乘載劑則是讓顏料產生黏性的綜合成分。不同顏料廠的乘載劑多少會有不同，也是各廠牌的秘密配方。在水彩的乘載劑中，多半會添加甘油、阿拉伯膠、玉米糖漿、蜂蜜、糊精、分散劑、水。乘載劑會影響到水彩顏料的擴散性、沈澱性、以及透明度。

### 紙
水彩紙是一種專門用來畫水彩的紙。它的特性是吸水性比一般紙高，磅數較厚，紙面的纖維也較強壯，不易因重複塗抹而破裂、起毛球。它是成功的水彩畫重要關鍵。良好的水彩紙能夠在大量水份和快速反覆塗抹下不起毛球，但也十分昂貴，所以學習水彩畫的學生常常一紙雙面都用來練習。
水彩紙有相當多種，便宜的吸水性較差，昂貴的能保存色澤相當久。依纖維來分的話，水彩紙有棉質和麻質兩種基本纖維。依表面來分的話，則有粗面、細面、滑面的分別。依製造來分，又分為手工紙（最為昂貴）和機器製造紙。紙張本身或樣品目錄均會標示其成分。有廠牌的浮水印，是優良品質的保證。
如要畫細緻的主題，一般會選用麻質的厚紙。這種水彩紙也往往是「精密水彩插畫」的用紙。
此外，如果要表達淋漓流動的主題，要用到水彩技法中的重疊法時，一般會選用棉質紙，因為棉吸水快，乾得也快，唯一缺點是時間久了會褪色。
目前知名的水彩紙製造商來自日本、英國、法國与義大利。
下列是水彩畫家常用的水彩紙：
- 阿奇斯（青岛康颂纸制品有限公司进口标签为阿诗）(Arches)紙：300磅、640磅，最適合渲染而非細緻繪圖。*分为冷压和热压，有细纹、中粗和粗糙。属于顶级纸，价格比较昂贵。康颂（canson）出品
- 溫莎牛頓(Newton)紙：下有歌文等系列。
- 山度士、山德士(Saunders)紙：與阿奇斯同，最適合渲染畫、不適合細緻繪圖。
- 華特曼(Waterman)紙
- 瓜羅(Guarro)紙：瓜羅細紋紙、中等紋理和粗紋紙
- 墨爾拉·委拉斯蓋茲(Melrat Velazquez)紙：250克手工製造
- 法布里亞諾(Fabriano)紙(義大利)這種水彩紙也不錯，作水彩練習會使用這種紙張。
- 費里克斯·斯科勒·帕盧(Felix Schoeller Parole)硬紙板
- 梦法儿、枫丹叶：同属canson出品，300g。
- 楓丹、楓葉Fontenay水彩紙（法國）畫插畫最佳，上色效果不錯、很適合水彩畫！
- 法國Canson紙廠的插畫紙
- Montval水彩紙（俗稱的法國水彩紙）：這種水彩紙也不錯用，但畫淡彩效果比較好。